# Gebietsreformen in Rheinland-Pfalz
Im deutschen Bundesland Rheinland-Pfalz wurden seit der Gründung im Jahre 1946 verschiedene Gebietsreformen durchgeführt. 
Betroffen waren oder sind die Städte und Gemeinden, die Verbandsgemeinden, die Landkreise oder die ehemaligen Regierungsbezirke.

## Erste Änderungsphase (1967 bis 1979)

### Regierungsbezirke
Am 7. Juni 1969 wurde der Regierungsbezirk Montabaur aufgelöst und in den Regierungsbezirk Koblenz eingegliedert. Am selben Tag wurden die Regierungsbezirke Pfalz und Rheinhessen zum neuen Regierungsbezirk Rheinhessen-Pfalz zusammengelegt. Der Regierungsbezirk Trier blieb nahezu unverändert. Am 1. Januar 2000 wurden schließlich alle Regierungsbezirke aufgelöst.

### Verbandsgemeinden
In den ehemals zur Rheinprovinz gehörigen Regierungsbezirken Koblenz und Trier gab es seit 1927 die aus den preußischen Bürgermeistereien entstandenen Ämter, in denen mehrere eigenständige Gemeinden verwaltungsmäßig zusammenschlossen waren. Die anderen Bezirke, die ehemals hessisch oder bayerisch waren, kannten so etwas nicht.
Im Rahmen der Funktional- und Gebietsreform wurden die Verbandsgemeinden geschaffen. Dafür wurden die 132 Ämter in den Regierungsbezirken Koblenz und Trier zum 1. Oktober 1968 in Verbandsgemeinden umgewandelt. In den übrigen Regierungsbezirken gab es zunächst bis zum 31. Dezember 1971 freiwillige Zusammenschlüsse, dadurch entstanden die Verbandsgemeinden Altenglan, Dudenhofen, Grünstadt-Land, Hahnstätten, Hochspeyer, Höhr-Grenzhausen, Kirchheimbolanden, Kusel, Landstuhl, Lauterecken,  Offenbach an der Queich, Otterbach, Otterberg, Ramstein-Miesenbach, Ransbach-Baumbach, Rodalben, Schönenberg-Kübelberg, Waldmohr, Wirges und Wolfstein. Die übrigen Verbandsgemeinden wurden durch zwei Landesgesetze zum 22. April 1972 hin gebildet, ferner wurden auch einige der schon bestehenden Verbandsgemeinden verändert.

### Änderungen auf Kreisebene

#### Landkreis Ahrweiler
Der Landkreis Ahrweiler blieb nahezu unverändert. Am 7. November 1970 wurde er um die Gemeinden Brenk, Burgbrohl, Engeln, Galenberg, Glees, Hohenleimbach, Kempenich, Niederlützingen, Spessart, Wassenach, Wehr und Weibern (Teil der Verbandsgemeinde Brohltal) aus dem aufgelösten Landkreis Mayen vergrößert, gab aber gleichzeitig die Gemeinde Nohn an den Landkreis Daun ab.
Sitz der Kreisverwaltung ist die 1969 durch Fusion der beiden Nachbarstädte Ahrweiler und Bad Neuenahr sowie vier weiterer Gemeinden gebildete verbandsfreie Stadt Bad Neuenahr-Ahrweiler.

#### Landkreis Altenkirchen (Westerwald)
Der Landkreis Altenkirchen (Westerwald) erlebte nur eine geringfügige Änderung: Am 7. November 1970 wurde die Gemeinde Berod bei Hachenburg aus dem Oberwesterwaldkreis eingegliedert, dafür aber ein Gebietsteil der Gemeinde Rott an den Landkreis Neuwied abgegeben.

#### Landkreis Alzey-Worms
Der Landkreis Alzey-Worms wurde am 7. Juni 1969 neu gebildet. Er umfasste alle nicht nach Worms eingegliederten Gemeinden des Landkreises Worms, den Landkreis Alzey bis auf die Gemeinden Frei-Laubersheim, Fürfeld, Neu-Bamberg und Tiefenthal sowie die Gemeinde Mauchenheim aus dem Landkreis Kirchheimbolanden. Am 16. März 1974 wurden die Gemeinden Dorn-Dürkheim und Wolfsheim an den Landkreis Mainz-Bingen abgetreten.

#### Landkreis Bad Dürkheim
Der Landkreis Bad Dürkheim wurde am 7. Juni 1969 neu errichtet. Er umfasst den größten Teil des Landkreises Frankenthal (Pfalz) und die meisten Gemeinden des Landkreises Neustadt an der Weinstraße. Ferner erhielt er die Gemeinde Rodenbach aus dem Landkreis Kirchheimbolanden, die aber am gleichen Tag in die neue Gemeinde Ebertsheim aufging. Am 16. März 1974 wurde der Landkreis leicht verkleinert, als Duttweiler Stadtteil von Neustadt an der Weinstraße wurde.

#### Landkreis Bad Kreuznach
Der Landkreis Bad Kreuznach (der bis zur Kreisreform Landkreis Kreuznach hieß) wurde nur in den Außengrenzen verändert. Per 7. Juni 1969 kamen die Gemeinden Frei-Laubersheim, Fürfeld, Neu-Bamberg und Tiefenthal aus dem Landkreis Alzey, die Gemeinden Biebelsheim, Bosenheim, Hackenheim, Ippesheim, Pfaffen-Schwabenheim, Planig, Pleitersheim und Volxheim aus dem Landkreis Bingen, die Gemeinden Becherbach (Pfalz),  Gangloff, Roth, Reiffelbach und Schmittweiler aus dem Landkreis Kusel und die Gemeinden Altenbamberg, Callbach, Duchroth, Ebernburg, Feilbingert, Hallgarten, Hochstätten, Lettweiler, Oberhausen an der Nahe, Odernheim am Glan und Rehborn aus dem Landkreis Rockenhausen hinzu. Ferner wechselte die Gemeinde Kirnsulzbach aus dem Landkreis Birkenfeld nach Bad Kreuznach, wurde aber am gleichen Tag nach Kirn eingemeindet. Dafür verlor der Landkreis die Gemeinden Bingerbrück (und damit den Anschluss zum Rhein), Münster-Sarmsheim, Waldalgesheim und Weiler bei Bingerbrück an den Landkreis Mainz-Bingen, die Gemeinden Hoppstädten und Medard an den Landkreis Kusel und einen Gebietsteil der Gemeinde Daxweiler an den Rhein-Hunsrück-Kreis. Zum 7. November 1970 kamen noch die Gemeinden Bruschied, Kellenbach, Königsau, Schneppenbach und Schwarzerden aus dem Rhein-Hunsrück-Kreis hinzu, während Genheim an die Gemeinde Waldalgesheim im Landkreis Mainz-Bingen verloren ging.

#### Landkreis Bernkastel-Wittlich
Nachdem der Landkreis Wittlich bereits am 7. Juni 1969 Gebietsteile der Gemeinden Bengel und Reil an den Landkreis Cochem-Zell abtrat, ging dieser (ohne Gransdorf, Oberkail, Seinsfeld, Spangdahlem und Steinborn) am 7. November 1970 im neuen Landkreis Bernkastel-Wittlich auf. Er erhielt außerdem den alten Landkreis Bernkastel, aber ohne Allenbach, Asbach, Bruchweiler, Hellertshausen, Kempfeld, Schauren, Sensweiler und Wirschweiler-Langweiler und die Gemeinden der Verbandsgemeinde Rhaunen (Bollenbach, Gösenroth, Hausen, Horbruch, Hottenbach, Krummenau, Lindenschied, Oberkirn, Rhaunen, Schwerbach, Stipshausen, Sulzbach, Weitersbach und Woppenroth). Auch ein Gebietsteil der Gemeinde Hontheim wurde an den Kreis Cochem-Zell abgegeben. Dafür kamen Beuren, Irmenach und Lötzbeuren aus dem Rhein-Hunsrück-Kreis, Breit, Büdlich, Heidenburg und Trittenheim aus dem Landkreis Trier-Saarburg sowie die Stadt Traben-Trarbach und der Gemeinden Burg, Enkirch, Starkenburg und Thalkleinich, die die Verbandsgemeinde Enkirch bildeten, aus dem Landkreis Zell hinzu.

#### Landkreis Birkenfeld
Am 7. Juni 1969 wurde der ehemals zum Großherzogtum Oldenburg gehörige Landkreis Birkenfeld in seinen Außengrenzen verändert. Er verlor die Gemeinden Buborn, Deimberg, Grumbach, Hausweiler, Herren-Sulzbach, Homberg, Kappeln, Kirrweiler, Langweiler, Merzweiler, Niederalben, Niedereisenbach, Offenbach am Glan, Pfeffelbach, Reichweiler, Ruthweiler, Thallichtenberg, Unterjeckenbach und Wiesweiler an den Landkreis Kusel und die Gemeinde Kirnsulzbach an die Stadt Kirn im Landkreis Bad Kreuznach. Gleichzeitig kamen aber die Gemeinden Asbach, Bollenbach, Gösenroth, Hausen, Hellertshausen, Horbruch, Hottenbach, Krummenau, Oberkirn, Rhaunen, Schauren, Schwerbach, Stipshausen, Sulzbach und Weitersbach (Verbandsgemeinde Rhaunen) sowie Allenbach, Bruchweiler, Kempfeld, Sensweiler und Wirschweiler-Langweiler aus dem Landkreis Bernkastel zum Landkreis Birkenfeld, ebenso die Gemeinde Börfink-Muhl aus dem Landkreis Trier. Letztere verlor jedoch am 7. November 1970 den Ortsteil Muhl, der an die Gemeinde Neuhütten im Landkreis Trier-Saarburg ging.

#### Landkreis Bitburg-Prüm
Der Landkreis Bitburg-Prüm entstand am 7. November 1970 aus dem bereits am 7. Juni 1969 um die bisher zum Landkreis Trier gehörigen Gemeinden Menningen und Minden vergrößerten Landkreis Bitburg und dem Landkreis Prüm, jedoch ohne Birresborn, Densborn, Duppach, Kopp, Mürlenbach, Oos, Hallschlag, Kerschenbach, Ormont, Reuth, Scheid, Schönfeld, Schüller, Stadtkyll und Steffeln, die an den Landkreis Daun gingen. Dafür erhielt er die Gemeinden Gransdorf, Oberkail, Seinsfeld, Spangdahlem und Steinborn aus dem Landkreis Bernkastel-Wittlich sowie die Gemeinden Eisenach, Gilzem und Orenhofen aus dem Landkreis Trier-Saarburg.
Am 1. Januar 2007 wurde der Landkreis Bitburg-Prüm in Eifelkreis Bitburg-Prüm umbenannt.

#### Landkreis Cochem-Zell
Der Landkreis Cochem-Zell wurde am 7. Juni 1969 aus dem Landkreis Cochem und dem größten Teil des Landkreises Zell (Mosel) neu gebildet. Vom Landkreis Zell nicht in den neuen Landkreis kamen die Stadt Traben-Trarbach und die Verbandsgemeinde Enkirch, der die Gemeinden Burg, Enkirch, Starkenburg, Thalkleinich angehörten, sowie die Gemeinden Bärenbach, Belg, Beuren, Büchenbeuren, Hahn, Hirschfeld (Hunsrück), Irmenach, Lautzenhausen, Lötzbeuren, Niedersohren, Niederweiler, Raversbeuren, Rödelhausen, Sohren, Wahlenau und Würrich, also die Verbandsgemeinde Büchenbeuren ohne Altlay. Gleichzeitig wurden jedoch Gebietsteile von Bengel und Reil (Landkreis Wittlich) eingegliedert. Am 7. November 1970 kam ein Gebietsteil der Gemeinde Hontheim (Landkreis Bernkastel-Wittlich) hinzu, dafür wurde die Gemeinde Mastershausen an den Rhein-Hunsrück-Kreis abgegeben. Die letzte Veränderung erfolgte am 22. April 1972, als Gebietsteile der Gemeinde Burgen (Landkreis Mayen-Koblenz) dem Kreisgebiet zugeschlagen wurden.

#### Landkreis Daun
Der Landkreis Daun wurde am 7. November 1970 vergrößert: Er erhielt die Gemeinden Arbach, Bereborn, Berenbach, Bodenbach, Bongard, Borler, Brück, Drees, Gelenberg, Gunderath, Höchstberg, Horperath, Kaperich, Kelberg, Kirsbach, Kötterichen, Kolverath, Lirstal, Mannebach, Mosbruch, Nitz, Oberelz, Reimerath, Retterath, Sassen, Uersfeld, Ueß und Welcherath (Teil der Verbandsgemeinde Kelberg) aus dem alten Landkreis Mayen, die Gemeinden Birresborn, Densborn, Duppach, Kopp, Mürlenbach, Oos, Hallschlag, Kerschenbach, Ormont, Reuth, Scheid, Schönfeld, Schüller, Stadtkyll und Steffeln aus dem alten Landkreis Prüm sowie die Gemeinde Nohn aus dem Landkreis Ahrweiler.
Seit dem 1. Januar 2007 heißt der Landkreis Daun Landkreis Vulkaneifel.

#### Donnersbergkreis
Der Donnersbergkreis entstand am 7. Juni 1969 neu. Er umfasst den Landkreis Kirchheimbolanden bis auf Mauchenheim und die nach Ebertsheim eingemeindete Ortschaft Rodenbach sowie den Landkreis Rockenhausen bis auf Altenbamberg, Callbach, Duchroth, Ebernburg, Feilbingert, Hallgarten, Hochstätten, Lettweiler, Oberhausen an der Nahe, Odernheim am Glan, Rehborn (an den Landkreis Bad Kreuznach) und Neuhemsbach (an den Landkreis Kaiserslautern). Am 22. April 1972 verlor der Kreis die Gemeinde Sembach an den Landkreis Kaiserslautern, am 16. März 1974 gewann er die Gemeinden Rathskirchen, Reichsthal und Seelen vom Landkreis Kusel hinzu.

#### Landkreis Germersheim
Der Landkreis Germersheim erlebte nur eine Veränderung: Am 16. März 1974 verlor er die Gemeinde Hayna an den Landkreis Landau-Bad Bergzabern, sie trat einen Tag später der Gemeinde Herxheim bei.

#### Landkreis Kaiserslautern
Der Landkreis Kaiserslautern wuchs am 7. Juni 1969 um die Gemeinden Albersbach, Frankelbach und Kollweiler aus dem Landkreis Kusel sowie die Gemeinde Neuhemsbach aus dem Landkreis Rockenhausen, verlor aber gleichzeitig die Gemeinden Bettenhausen, Gimsbach, Matzenbach und Nanzdietschweiler an den Landkreis Kusel und einige weitere Gemeinden an die inmitten des Kreises gelegene Stadt Kaiserslautern. Am 22. April 1972 wechselte die Gemeinde Obernheim-Kirchenarnbach in den Landkreis Pirmasens, dafür kamen die Gemeinde Sembach aus dem Donnersbergkreis, die Gemeinde Miesau aus dem Landkreis Kusel, die gleichzeitig in die neue Gemeinde Bruchmühlbach-Miesau aufging, die Gemeinde Schopp aus dem Landkreis Pirmasens und die Gemeinden Lambsborn, Langwieden und Martinshöhe aus dem Landkreis Zweibrücken hinzu.

#### Landkreis Kusel
Am 7. Juni 1969 verlor der Landkreis Kusel Becherbach/Pfalz, Gangloff, Reiffelbach, Roth und Schmittweiler an den Landkreis Bad Kreuznach sowie Albersbach, Frankelbach und Kollweiler an den Landkreis Kaiserslautern. Dafür kamen aus dem Landkreis Birkenfeld Pfeffelbach, Reichweiler, Ruthweiler, Thallichtenberg, Buborn, Deimberg, Grumbach, Hausweiler, Herren-Sulzbach, Homberg, Kappeln, Kirrweiler, Langweiler, Merzweiler, Niederalben, Niedereisenbach, Offenbach am Glan, Unterjeckenbach und Wiesweiler, aus dem Landkreis Bad Kreuznach Hoppstädten und Medard und aus dem Landkreis Kaiserslautern Bettenhausen, Gimsbach, Matzenbach und Nanzdietschweiler hinzu. Am 22. April 1972 wurde Miesau an den Landkreis Kaiserslautern abgegeben, da sie dort Ortsteil der neuen Gemeinde Bruchmühlbach-Miesau wurde. Am 16. März 1974 folgten Rathskirchen, Reichsthal und Seelen, die in den Donnersbergkreis wechselten.

#### Landkreis Landau-Bad Bergzabern
Der Landkreis Landau-Bad Bergzabern entstand am 7. Juni 1969 aus den Landkreisen Landau in der Pfalz und Bergzabern, letzterer ohne Darstein, Dimbach, Lug, Schwanheim, Spirkelbach und Wilgartswiesen und einiger nach Neustadt an der Weinstraße und Landau in der Pfalz eingegliederter Gemeinden. Am 22. April 1972 wurde der Landkreis durch weitere Eingemeindungen nach Landau verkleinert, dafür erhielt er am 16. März 1974 die Gemeinde Hayna aus dem Landkreis Germersheim, die einen Tag später Ortsteil der Gemeinde Herxheim wurde.
Am 1. Januar 1978 erhielt der Kreis den neuen Namen Landkreis Südliche Weinstraße.

#### Landkreis Ludwigshafen
Zum 7. Juni 1969 setzten sich die Landkreise Ludwigshafen am Rhein und Speyer sowie die Gemeinden Beindersheim, Bobenheim am Rhein, Großniedesheim, Heßheim, Heuchelheim bei Frankenthal, Kleinniedesheim, Lambsheim, Maxdorf und Roxheim/Pfalz aus dem Landkreis Frankenthal (Pfalz) und die Gemeinden Birkenheide und Rödersheim aus dem Landkreis Neustadt an der Weinstraße zu einem neuen Landkreis Ludwigshafen zusammen. Am 16. März 1974 verlor er die Gemeinde Ruchheim an die Stadt Ludwigshafen.
Seit 2004 heißt der Landkreis Rhein-Pfalz-Kreis.

#### Landkreis Mainz-Bingen
Der Landkreis Mainz-Bingen wurde am 7. Juni 1969 neu gebildet. Er umfasst alle nicht nach Mainz eingegliederten Gemeinden des Landkreises Mainz und den Landkreis Bingen, jedoch ohne Biebelsheim, Bosenheim, Hackenheim, Ippesheim, Pfaffen-Schwabenheim, Planig, Pleitersheim und Volxheim. Dafür kamen die Gemeinden Bingerbrück, Münster-Sarmsheim, Waldalgesheim und Weiler bei Bingerbrück aus dem Landkreis Bad Kreuznach sowie die Stadt Bacharach und die Gemeinden Breitscheid, Manubach, Niederheimbach, Oberdiebach, Oberheimbach, Steeg und Trechtingshausen, die die Verbandsgemeinde Bacharach bildeten, aus dem Landkreis Sankt Goar hinzu. Am 7. November 1970 wurde die bisher zum Landkreis Bad Kreuznach gehörige Gemeinde Genheim nach Waldalgesheim eingemeindet, am 16. März 1974 kamen Dorn-Dürkheim und Wolfsheim aus dem Landkreis Alzey-Worms hinzu. Letztere Gemeinden gehörten aber schon 1972 den Verbandsgemeinden Guntersblum beziehungsweise Sprendlingen-Gensingen an.

#### Landkreis Mayen-Koblenz
Am 7. Juni 1969 wurde der Landkreis Koblenz verändert: Er erhielt die Gemeinden Brey, Niederspay, Oberspay, Alken, Beulich, Brodenbach, Burgen, Dommershausen, Eveshausen, Macken, Morshausen, Niederfell, Nörtershausen und Oberfell aus dem Landkreis St. Goar sowie die Gemeinden Gondorf, Hatzenport, Kattenes, Lehmen und Löf aus dem Landkreis Mayen, verlor aber einige Gemeinden an die Stadt Koblenz. Am 7. November 1970 fusionierten die Landkreise Koblenz und Mayen schließlich zum Landkreis Mayen-Koblenz, allerdings nicht vollständig: Die Gemeinden Arbach, Bereborn, Berenbach, Bodenbach, Bongard, Borler, Brück, Drees, Gelenberg, Gunderath, Höchstberg, Horperath, Kaperich, Kelberg, Kirsbach, Kötterichen, Kolverath, Lirstal, Mannebach, Mosbruch, Nitz, Oberelz, Reimerath, Retterath, Sassen, Uersfeld, Ueß und Welcherath (Teil der Verbandsgemeinde Kelberg) ging an den Landkreis Daun, die Gemeinden Brenk, Burgbrohl, Engeln, Galenberg, Glees, Hohenleimbach, Kempenich, Niederlützingen, Spessart, Wassenach, Wehr und Weibern (Teil der Verbandsgemeinde Brohltal) an den Landkreis Ahrweiler, die Gemeinden Beulich, Dommershausen, Eveshausen und Morshausen gingen zurück an den Rhein-Hunsrück-Kreis und weitere Gemeinden wurden Stadtteile von Koblenz. Am 22. April 1972 wurden Gebietsteile der Gemeinde Burgen an den Landkreis Cochem-Zell angegeben, dafür kam am 16. März 1974 die Gemeinde Stromberg aus dem Unterwesterwaldkreis hinzu, die gleichzeitig nach Bendorf eingemeindet wurde.

#### Landkreis Neuwied
Der Landkreis Neuwied veränderte sich nur insofern, dass am 7. November 1970 ein Gebietsteil der Gemeinde Rott (Landkreis Altenkirchen) und die Gemeinde Marienhausen (Unterwesterwaldkreis) eingegliedert wurden.

#### Landkreis Pirmasens
In zwei Phasen wurde das Gebiet des Landkreises Pirmasens verändert: Am 7. Juni 1969 erhielt er die Gemeinden Darstein, Dimbach, Lug, Schwanheim, Spirkelbach und Wilgartswiesen aus dem Landkreis Bergzabern, gab aber Wallhalben und Höhmühlbach (Eingemeindung nach Rieschweiler-Mühlbach) an den Landkreis Zweibrücken sowie weitere Gemeinden an die Stadt Pirmasens ab. Am 22. April 1972 erfolgte ein Gebietstausch mit dem Landkreis Kaiserslautern: Der Landkreis Pirmasens gab die Gemeinde Schopp ab, erhielt dafür Obernheim-Kirchenarnbach. Gleichzeitig wurde der Landkreis Zweibrücken aufgelöst. Nahezu das gesamte Kreisgebiet trat dem Landkreis Pirmasens bei, dies waren Althornbach, Battweiler, Bechhofen, Biedershausen, Bottenbach, Contwig, Dellfeld, Dietrichingen, Großbundenbach, Großsteinhausen, die Stadt Hornbach, Käshofen, Kleinbundenbach, Kleinsteinhausen, Knopp-Labach, Krähenberg, Maßweiler, Mauschbach, Reifenberg, Riedelberg, Rieschweiler-Mühlbach, Rosenkopf, Schmitshausen, Wallhalben-Oberhausen, Walshausen, Wiesbach und Winterbach (Pfalz). Pirmasens und Zweibrücken wurden wiederum vergrößert.
Seit dem 1. Januar 1997 trägt der Landkreis Pirmasens den Namen Landkreis Südwestpfalz.

#### Rhein-Hunsrück-Kreis
Am 7. Juni 1969 entstand der neue Rhein-Hunsrück-Kreis aus dem Landkreis Simmern und dem Landkreis Sankt Goar ohne die Stadt Bacharach und ohne die Gemeinden Breitscheid, Manubach, Niederheimbach, Oberdiebach, Oberheimbach, Steeg, Trechtingshausen (Verbandsgemeinde Bacharach) sowie Brey, Niederspay, Oberspay, Alken, Beulich, Brodenbach, Burgen, Dommershausen, Eveshausen, Macken, Morshausen, Niederfell, Nörtershausen und Oberfell. Dafür kamen aus dem Landkreis Zell Bärenbach, Belg, Beuren, Büchenbeuren, Hahn,  Hirschfeld (Hunsrück), Irmenach, Lautzenhausen, Lötzbeuren, Niedersohren, Niederweiler, Raversbeuren, Rödelhausen, Sohren, Wahlenau und Würrich (entspricht der Verbandsgemeinde Büchenbeuren, jedoch ohne Altlay), aus dem Landkreis Bernkastel Lindenschied und Woppenroth und aus dem Landkreis Bad Kreuznach ein Gebietsteil der Gemeinde Daxweiler hinzu. Am 7. November 1970 verlor der Rhein-Hunsrück-Kreis Bruschied, Kellenbach, Königsau, Schneppenbach und Schwarzerden an den Landkreis Bad Kreuznach sowie Beuren, Irmenach und Lötzbeuren an den Landkreis Bernkastel-Wittlich, dafür kamen Mastershausen aus dem Landkreis Cochem-Zell sowie Beulich, Dommershausen, Eveshausen und Morshausen aus dem aufgelösten Landkreis Koblenz hinzu. Letztere Gemeinden kehrten also nach einem Jahr in ihren „alten Landkreis“ zurück.

#### Rhein-Lahn-Kreis
Der Rhein-Lahn-Kreis entstand am 7. Juni 1969 aus dem Zusammenschluss des Loreleykreises (bis 1961 Landkreis Sankt Goarshausen) und des Unterlahnkreises. Kreisstadt wurde Bad Ems, nachdem es in den beiden Vorgängerkreisen Sankt Goarshausen beziehungsweise Diez war. Am 16. März 1974 kam die Gemeinde Arzbach des Westerwaldkreises hinzu, die aber schon 1972 Teil der Verbandsgemeinde Bad Ems geworden war.

#### Landkreis Trier-Saarburg
Der Landkreis Trier-Saarburg entstand am 7. Juni 1969 aus den Landkreisen Trier und Saarburg, jedoch ohne Börfink-Muhl, Menningen und Minden sowie weiterer nach Trier eingegliederter Gemeinden. Am 7. November 1970 verlor der Landkreis Breit, Büdlich, Heidenburg und Trittenheim an den Landkreis Bernkastel-Wittlich sowie Eisenach, Gilzem und Orenhofen an den Landkreis Bitburg-Prüm, gewann dafür den Ortsteil Muhl der Gemeinde Börfink-Muhl aus dem Landkreis Birkenfeld zurück, welche gleichzeitig nach Neuhütten umgegliedert wurde.

#### Westerwaldkreis
Der Oberwesterwaldkreis verlor am 7. November 1970 Berod bei Hachenburg an den Landkreis Altenkirchen (Westerwald), der Unterwesterwaldkreis am gleichen Tag die Gemeinde Marienhausen an den Landkreis Neuwied. Drei Gemeinden wechselten vom Ober- in den Unterwesterwaldkreis: Am 7. November 1970 Düringen und am 29. Januar 1971 Niedersayn und Sainerholz. Am 16. März 1974 fusionierten Ober- und Unterwesterwaldkreis schließlich zu einem neuen Landkreis Westerwald, dessen Name schon am 1. August desselben Jahres in Westerwaldkreis umgeändert wurde, bis auf zwei Gemeinden: Arzbach wechselte in den Rhein-Lahn-Kreis, Stromberg wurde nach Bendorf im Landkreis Mayen-Koblenz eingemeindet.

### Änderungen auf Gemeindeebene

#### Kreisfreie Städte
Bei der Gebietsreform wurden die meisten der zwölf kreisfreien Städte in ihren Außengrenzen verändert, jedoch verlor keine von ihnen ihre Kreisfreiheit. Als einzige kreisfreie Stadt blieb Speyer von der Gebietsreform unangetastet.
- Frankenthal (Pfalz) wurde am 7. Juni 1969 um Eppstein vergrößert.
- Am 7. Juni 1969 wurden Dansenberg, Erfenbach, Erlenbach, Hohenecken, Mölschbach, Morlautern und Siegelbach nach Kaiserslautern eingemeindet. Durch die Vergrößerung stieg die Einwohnerzahl um etwa 15.000 auf knapp 100.000 Einwohner. Die erweiterte Stadt Kaiserslautern erreichte wenig später den Status einer Großstadt.
- Koblenz wurde am 7. Juni 1969 um die Gemeinden Kapellen-Stolzenfels und Kesselheim sowie einen Gebietsteil von St. Sebastian vergrößert. Am gleichen Tag schlossen sich Arenberg und Immendorf zur neuen Gemeinde Arenberg-Immendorf zusammen, die aber am 7. November 1970 nach Koblenz eingegliedert wurde, ebenso Arzheim, Bubenheim, Güls, Lay und Rübenach sowie einen Gebietsteil der Stadt Rhens. Durch die Eingliederungen nahm die Bevölkerung der Stadt an Rhein und Mosel um etwa 17.000 Einwohner zu.
- Am 7. Juni 1969 wurde zunächst ein Teil der Gemeinde Nußdorf nach Landau in der Pfalz eingegliedert, am 22. April 1972 folgte der übrige Teil. Am gleichen Tag wurden auch Arzheim, Dammheim, Godramstein, Mörzheim und Wollmesheim Stadtteile von Landau.
- Ludwigshafen am Rhein wurde lediglich am 16. April 1974 um Ruchheim vergrößert.
- Durch die Eingemeindungen von Drais, Ebersheim, Finthen, Hechtsheim, Laubenheim und Marienborn wurde die Landeshauptstadt Mainz am 7. Juni 1969 knapp zur nach Einwohnern größten Stadt in Rheinland-Pfalz und löste Ludwigshafen am Rhein ab. Nachdem zwischenzeitlich wieder Ludwigshafen vorne lag, hat sich Mainz inzwischen deutlich distanziert.
- Am 7. Juni 1969 kamen Geinsheim, Gimmeldingen, Haardt an der Weinstraße, Hambach an der Weinstraße, Königsbach an der Weinstraße, Lachen-Speyerdorf, Mußbach an der Weinstraße und Diedesfeld zur Stadt Neustadt an der Weinstraße. Am 16. März 1974 folgte Duttweiler. Die Eingemeindungen brachten ein Wachstum von gut 22.000 Einwohnern mit sich.
- Am 7. Juni 1969 wurde der Ortsteil Niedersimten der Gemeinde Simten in die Stadt Pirmasens eingegliedert, diese verlor jedoch gleichzeitig einen Gebietsteil an die Gemeinde Rodalben. Vollständig eingemeindet wurden Erlenbrunn, Fehrbach, Hengsberg und Winzeln. Am 22. April 1972 kamen Gersbach und Windsberg  hinzu.
- Am 1. März 1968 schlossen sich die Gemeinden Ehrang und Pfalzel zur neuen Gemeinde Ehrang-Pfalzel zusammen. Ihr war jedoch kein langer Bestand vergönnt: Am 7. Juni 1969 wurde die Gemeinde nach Trier eingegliedert, zusammen mit Eitelsbach, Filsch, Irsch, Kernscheid, Ruwer, Tarforst und Zewen-Oberkirch. Durch die Eingliederungen stieg die Einwohnerzahl Triers auf über 100.000, allein die Erweiterung um Ehrang-Pfalzel brachte rund 12.000 Einwohner.
- Worms vergrößerte sich am 7. Juni 1969 um die Stadt Pfeddersheim, die Gemeinden Abenheim, Heppenheim an der Wiese, Ibersheim, Rheindürkheim und Wies-Oppenheim sowie einen Gebietsteil der Stadt Osthofen. Die Eingemeindungen brachten der Nibelungenstadt 14.000 zusätzliche Einwohner.
- Eine der am 22. April 1972 nach Zweibrücken eingegliederten Gemeinden war Mittelbach-Hengstbach, das sich am 7. Juni 1969 durch Zusammenschluss der Gemeinden Mittelbach und Hengstbach entstanden war. Die anderen Gemeinden waren Mörsbach, Oberauerbach, Rimschweiler und Wattweiler.

#### Kreisangehörige Gemeinden (Auswahl)
- Die Kreisstadt Altenkirchen (Westerwald) vergrößerte sich am 10. Juni 1979 um die ehemalige Gemeinde Dieperzen.
- Am 22. April 1972 traten die Gemeinden Dautenheim, Heimersheim und Weinheim der Kreisstadt Alzey bei.
- Am 7. November 1970 kamen Eich, Kell und Miesenheim nach Andernach, nachdem schon am 7. Juni 1969 Namedy eingemeindet wurde. Insgesamt steigerte sich die Einwohnerzahl um mehr als 6.000.
- Am 20. März 1971 wurde Blankenborn ein Stadtteil von Bad Bergzabern.
- Eine Neugründung fand am 7. Juni 1969 statt, als sich Bad Niederbreisig, Oberbreisig und Rheineck zur neuen Gemeinde Bad Breisig zusammenschlossen, die ein Jahr später das Stadtrecht erhielt.
- Die neue Kreisstadt Bad Dürkheim wurde am 7. Juni 1969 um Hardenburg und Leistadt, am 22. April 1972 um Ungstein vergrößert.
- Die Kreisstadt Bad Kreuznach wuchs am 7. Juni 1969 um die Gemeinden Bosenheim, Ippesheim (Nahe), Planig, Rüdesheim und Winzenheim. Die Eingliederung von Rüdesheim jedoch wurde Ende des Jahres durch eine erfolgreiche Klage rückgängig gemacht. Durch die anderen Eingemeindungen wuchs die Stadt noch um knapp 5.000 Einwohner.
- Zum 7. Juni 1969 kamen die Gemeinden Eichenstruth, Langenbach bei Marienberg und Zinhain zur Stadt Bad Marienberg (Westerwald).
- Am 7. Juni 1969 fusionierten die Kreisstadt Ahrweiler, die Stadt Bad Neuenahr und die Gemeinden Gimmigen, Heimersheim, Kirchdaun und Lohrsdorf zur neuen Stadt Bad Neuenahr-Ahrweiler. Am 16. März 1974 kam noch Ramersbach hinzu.
- Andel und Wehlen wurden am 7. November 1970 nach Bernkastel-Kues eingegliedert.
- Am 7. Juni 1969 trat Dauersberg der Stadt Betzdorf bei.
- Die Stadt Bingen am Rhein vergrößerte sich am Tag der Kreisneugründung um die ehemals zum Landkreis Bad Kreuznach gehörige Gemeinde Bingerbrück. Am 22. April 1972 folgten Dromersheim und Sponsheim.
- Die Stadt Bitburg wurde am 7. Juni 1969 um die bis dahin selbstständigen Gemeinden Erdorf, Irsch, Masholder, Matzen, Mötsch und Stahl vergrößert.
- Am 31. Dezember 1975 schlossen sich die Stadt Boppard und die Gemeinden Bad Salzig, Buchholz, Herschwiesen, Hirzenach, Holzfeld, Oppenhausen, Rheinbay, Udenhausen und Weiler zur neuen Gemeinde Boppard zusammen, die am 10. Juli 1976 das Stadtrecht zurückerhielt. Die neue Stadt Boppard ging aus der aufgelösten Verbandsgemeinde Boppard hervor.
- Die Kreisstadt Daun wurde dreimal vergrößert: Boverath, Neunkirchen und Pützborn kamen am 7. Juni 1969 hinzu, Rengen, Steinborn und Waldkönigen am 7. November 1970 und Weiersbach am 10. Juni 1979.
- Gerolstein wurde am 7. Juni 1969 um Bewingen, Hinterhausen und Lissingen  sowie am 1. Dezember 1973 um Büscheich, Gees, Michelbach, Müllenborn, Oos und Roth erweitert.
- Am 16. März 1974 wurde die verbandsfreie Gemeinde Grafschaft neu gegründet. Sie entstand aus den ehemaligen Gemeinden Bengen, Birresdorf, Eckendorf, Gelsdorf, Holzweiler, Karweiler, Lantershofen, Leimersdorf, Nierendorf, Ringen und Vettelhoven und damit, von Kalenborn abgesehen, aus allen Gemeinden der aufgelösten Verbandsgemeinde Ringen.
- Zum 7. Juni 1969 wechselten die Gemeinden Asselheim und Sausenheim nach Grünstadt.
- Am 7. Juni 1969 trat Altstadt Hachenburg bei.
- Am 7. Juni 1969 verloren Enzweiler, Göttschied, Hammerstein und Regulshausen ihre Eigenständigkeit, am 7. November 1970 folgten Georg-Weierbach, Kirchenbollenbach, Mittelbollenbach, Nahbollenbach und Weierbach. Sie alle wurden Stadtteile von Idar-Oberstein, welches dadurch etwa 10.000 Einwohner hinzu gewann. Siehe dazu auch: Idar-Oberstein#Stadtgliederung und Einwohnerzahlen
- Am 22. April 1972 wurde Großwinternheim Stadtteil von Ingelheim am Rhein.
- Am 7. Juni 1969 wuchs die Gemeinde Kirchen (Sieg) um die Gemeinden Freusburg, Herkersdorf, Offhausen, Wingendorf und Katzenbach, letztere jedoch ohne Unterbüdenholz, welches nach Brachbach eingegliedert wurde. Seit 2004 hat Kirchen Stadtrechte.
- Am 7. Juni 1969 wurde neben dem in den Landkreis Bad Kreuznach eingegliederten Kirnsulzbach auch die bereits kreisangehörige Gemeinde Kallenfels Stadtteil von Kirn.
- Die Gemeinde Kommlingen trat am 7. Juni 1969 der Stadt Konz bei. Am gleichen Tag entstand aus Filzen und Hamm bei Filzen die neue Gemeinde Filzen sowie aus Krettnach und Niedermennig die neue Gemeinde Mennig. Beide Gemeinden wurden, genauso wie Könen und Oberemmel, am 7. November 1970 ebenfalls nach Konz eingegliedert.
- Am 7. Juni 1969 wurde die neue Stadt Lahnstein gegründet. Sie entstand aus der Stadt Niederlahnstein, rechts der Lahnmündung gelegen und der Stadt Oberlahnstein auf der linken Seite der Mündung.
- Am 1. Januar 1967 entstand aus den Ortsteilen Sankt Johann-Nitz und Kürrenberg-Nitz die neue Gemeinde Nitztal, am 7. Juni fusionierten Allenz und Berresheim zur Gemeinde Alzheim. Beide Gemeinden wurden zusammen mit Hausen bei Mayen und Kürrenberg am 7. November 1970 nach Mayen eingegliedert.
- Zum 7. Juni 1969 fusionierten die Stadt Niedermendig und die Gemeinde Obermendig zur neuen Stadt Mendig.
- Auch die Stadt Montabaur wurde im Rahmen der Gebietsreform vergrößert: Bladernheim, Elgendorf, Eschelbach, Ettersdorf, Horressen, Reckenthal und Wirzenborn wurden am 22. April 1972 eingemeindet.
- Am 31. Dezember 1974 fusionierten Bischofsdhron, Elzerath, Gonzerath, Gutenthal, Haag, Heinzerath, Hinzerath, Hoxel, Hundheim, Hunolstein, Merscheid, Morbach, Morscheid-Riedenburg, Odert, Rapperath, Wederath, Weiperath, Wenigerath und Wolzburg zur neuen verbandsfreien Gemeinde Morbach. Die Verbandsgemeinde Morbach, der sämtliche Gemeinden zuvor angehörten, wurde dadurch aufgelöst.
- Am 7. November 1970 schlossen sich die Städte Engers und Neuwied sowie die Gemeinden Altwied, Feldkirchen/Rhein, Gladbach, Heimbach-Weis, Niederbieber-Segendorf und Oberbieber zur neuen Stadt Neuwied zusammen. Bereits am 7. Juni 1969 wuchs die alte Stadt Neuwied um Irlich, am gleichen Tag kam Rodenbach zu Niederbieber-Segendorf und bereits am 1. August 1966 wurde aus Fahr, Gönnersdorf, Hüllenberg, Rockenfeld und Wollendorf die Gemeinde Feldkirchen gebildet, die ab dem 28. November 1967 den Zusatz Rhein im Titel trug.
- Prüm vergrößerte sich zunächst am 7. Juni 1969 um Niederprüm, am 1. Januar 1971 um Dausfeld, am 1. Januar 1973 um Weinsfeld und am 1. Januar 1974 um Steinmehlen.
- Am 7. Juni 1969 wurde die neue Stadt Remagen gegründet. Sie entstand auf dem Gebiet der alten Stadt Remagen sowie der Gemeinden Oberwinter, Oedingen, Rolandswerth und Unkelbach.
- Zum 7. Juni 1969 schlossen sich Gershasen, Sainscheid und Wengenroth der ehemaligen Kreisstadt Westerburg an.
- Die Gemeinden Bombogen, Dorf, Lüxem, Neuerburg und Wengerohr traten am 7. Juni 1969 der Stadt Wittlich bei.
- Am 22. April 1972 wurde die Verbandsgemeinde Wörth aus vier Gemeinden gebildet. Am 9. Juni 1979 wurde Büchelberg, am 10. Juni 1979 Maximiliansau und Schaidt unter Abgabe einiger Gebiete an Scheibenhardt in die Stadt Wörth am Rhein eingegliedert und die Verbandsgemeinde damit aufgelöst.

#### Neubildungen von Gemeinden
Anders als in anderen Ländern erhielt eine neu gebildete Gemeinde nur in seltenen Fällen einen völlig neuen Namen. Wenn dies der Fall war, erhielt diese Gemeinde meistens einen Doppelnamen. In der nachfolgenden Liste sind diese Neubildungen mit neuem Namen aufgeführt, sortiert von Norden nach Süden. Nicht aufgeführt sind geringfügige Änderungen wie zum Beispiel von Becherbach/Pfalz zu Becherbach oder von Reichenbachsteegen zu Reichenbach-Steegen.
- Landkreis Altenkirchen: Malberg (Westerwald)
- Westerwaldkreis: Dreikirchen, Elbingen-Mähren (1994 aufgelöst), Hattert, Höhn, Mörsbach, Nisterau, Nistertal, Ransbach-Baumbach, Ruppach-Goldhausen, Stockum-Püschen
- Landkreis Neuwied: Buchholz (Westerwald), Kasbach-Ohlenberg, Sankt Katharinen, Straßenhaus, Urbach
- Landkreis Ahrweiler: Bad Breisig, Bad Neuenahr-Ahrweiler, Brohl-Lützing, Grafschaft
- Landkreis Mayen-Koblenz: Kirchwald, Kobern-Gondorf, Mendig, Mülheim-Kärlich
- Landkreis Vulkaneifel: Hohenfels-Essingen, Kalenborn-Scheuern, Oberehe-Stroheich, Üxheim
- Rhein-Lahn-Kreis: Lahnstein
- Eifelkreis Bitburg-Prüm: Fischbach-Oberraden, Hersdorf, Üttfeld
- Landkreis Cochem-Zell: Bruttig-Fankel, Ediger-Eller, Peterswald-Löffelscheid, Treis-Karden
- Rhein-Hunsrück-Kreis: Gondershausen
- Landkreis Bernkastel-Wittlich: Neumagen-Dhron, Osann-Monzel, Salmtal
- Landkreis Mainz-Bingen: Stadecken-Elsheim
- Landkreis Bad Kreuznach: Bad Münster am Stein-Ebernburg, Guldental, Hochstetten-Dhaun
- Landkreis Trier-Saarburg: Hinzert-Pölert, Merzkirchen
- Landkreis Birkenfeld: Hoppstädten-Weiersbach
- Landkreis Alzey-Worms: Dittelsheim-Heßloch, Flörsheim-Dalsheim, Saulheim
- Donnersbergkreis: Mannweiler-Cölln, Zellertal
- Landkreis Kusel: Glanbrücken, Henschtal, Kreimbach-Kaulbach, Nanzdietschweiler, Offenbach-Hundheim, Schönenberg-Kübelberg
- Rhein-Pfalz-Kreis: Bobenheim-Roxheim, Böhl-Iggelheim, Dannstadt-Schauernheim, Hochdorf-Assenheim, Rödersheim-Gronau, Römerberg
- Landkreis Kaiserslautern: Bruchmühlbach-Miesau, Enkenbach-Alsenborn, Ramstein-Miesenbach, Sulzbachtal
- Landkreis Südwestpfalz: Wieslautern (1989 aufgelöst), Rieschweiler-Mühlbach, Thaleischweiler-Fröschen, Waldfischbach-Burgalben
- Landkreis Südliche Weinstraße: Billigheim-Ingenheim, Gossersweiler-Stein, Heuchelheim-Klingen, Hochstadt (Pfalz), Schweigen-Rechtenbach
- Landkreis Germersheim: Lustadt

## Gebietsänderungen 1980 bis 2008
In den Jahren nach 1980 fanden einige Gebietsänderungen auf kleiner Ebene statt, meistens erlangte eine kleine Ortschaft die politische Eigenständigkeit.
- Am 17. Juni 1989 wurden nach Unstimmigkeiten die Gemeinde Wieslautern aufgelöst und die Gemeinden Bruchweiler-Bärenbach und Bundenthal wiederhergestellt.
- Am 1. Juli 1991 fusionierten Balduinstein und Schaumburg zur neuen Gemeinde Balduinstein. Schaumburg war mit damals nur zwei Einwohnern die kleinste Gemeinde des Landes.
- Am 1. Januar 1994 wurde der Gutsbezirk Baumholder aufgelöst. Der größte Teil ging an die Stadt Baumholder, aber auch andere umliegende Gemeinden erhielten einige Flurstücke. Bereits am 1. Januar 1978 wurde die Gemeinde Zaubach eingegliedert, die mittlerweile gerodet wurde.
- Ebenfalls am 1. Januar 1994 wurden die Gemeinde Elbingen-Mähren aufgelöst und Elbingen und Mähren zwei eigenständige Gemeinden.
- Zum 1. April 1994 wurde die alte Gemeinde Welling aufgelöst. Die beiden Orte Trimbs und Welling wurden zwei eigenständige Gemeinden.
- Per 12. Juni 1994 wurde Hatzenport, welches vorübergehend zu Löf gehörte, wieder eine eigenständige Gemeinde
- Ebenfalls am 12. Juni 1994 wurde die zu diesem Zeitpunkt 23 Einwohner zählende Ortschaft  Merkeshausen nach Oberpierscheid eingegliedert.
- Am 13. September 1999 erhielt die bisher zu Oberwesel gehörende Ortschaft Urbar ihre politische Eigenständigkeit.
- Am 1. Januar 2003 wurde Burscheid nach Berkoth eingemeindet.
- Mit dem 12. Juni 2004 wurde die bisher zu Laubach gehörende Ortschaft Leienkaul eine eigenständige Gemeinde.

## Zweite Änderungsphase (seit 2009)
Aktuell ist eine weitere Gebietsreform in Gange, durch diese sollen Verbandsgemeinden 12.000 Einwohner umfassen, Ausnahmen gelten bei einer Fläche von mehr als 100 Quadratkilometern und mehr als 15 Ortsgemeinden. Auch sollen verbandsfreie Gemeinden in Zukunft mindestens 10.000 Einwohner umfassen. Bereits durchgeführt wurden:
- die Fusion der verbandsfreien Stadt Cochem mit der Verbandsgemeinde Cochem-Land zur Verbandsgemeinde Cochem zum 7. Juni 2009
- die Auflösung der Verbandsgemeinde Neumagen-Dhron und Eingliederung der Ortsgemeinden Minheim, Neumagen-Dhron und Piesport in die Verbandsgemeinde Bernkastel-Kues und der Ortsgemeinde Trittenheim in die Verbandsgemeinde Schweich an der Römischen Weinstraße und damit in den Landkreis Trier-Saarburg zum 1. Januar 2012
- die Fusion der Verbandsgemeinden Braubach und Loreley zur Verbandsgemeinde Loreley mit Sitz in Sankt Goarshausen und einer Außenstelle in Braubach zum 1. Juli 2012

Am 1. Juli 2014 umgesetzt wurden:
- die Fusion der Verbandsgemeinden Otterbach und Otterberg zur neuen Verbandsgemeinde Otterbach-Otterberg mit Sitz in Otterberg und einer Außenstelle in Otterbach
- die Fusion der Verbandsgemeinden Rhens und Untermosel zur neuen Verbandsgemeinde Rhein-Mosel mit Sitz in Kobern-Gondorf und einer Außenstelle in Rhens
- die Fusion der verbandsfreien Stadt Osthofen und der Verbandsgemeinde Westhofen zur Verbandsgemeinde Wonnegau mit Sitz in Osthofen und einer Außenstelle in Westhofen, mit welcher man dem Ergebnis eines Bürgerentscheids in Osthofen vom 11. März 2012 Folge leistet, durch den die ursprünglich beschlossene Fusion von Osthofen mit der Verbandsgemeinde Eich außer Kraft gesetzt wurde
- die Fusion der verbandsfreien Gemeinde Römerberg und der Verbandsgemeinde Dudenhofen zur Verbandsgemeinde Römerberg-Dudenhofen mit Sitz in Dudenhofen und einer Außenstelle in Römerberg
- die Fusion der verbandsfreien Stadt Herdorf und der Verbandsgemeinde Daaden zur Verbandsgemeinde Daaden-Herdorf mit unverändertem Sitz in Daaden.
- die Fusion der Verbandsgemeinden Bitburg-Land und Kyllburg zur Verbandsgemeinde Bitburger Land mit Sitz in der verbandsfreien Stadt Bitburg und einer Außenstelle in Kyllburg
- die Fusion der Verbandsgemeinden Irrel und Neuerburg zur Verbandsgemeinde Südeifel mit Sitz in Neuerburg
- die Ausgliederung der Stadt Bad Münster am Stein-Ebernburg aus der gleichnamigen Verbandsgemeinde und die damit verbundene Eingliederung der Stadt in die verbandsfreie Stadt Bad Kreuznach
- die Eingliederung der Verbandsgemeinde Manderscheid in die Verbandsgemeinde Wittlich-Land mit unverändertem Sitz in der verbandsfreien Stadt Wittlich
- die Fusion der Verbandsgemeinden Kröv-Bausendorf und Traben-Trarbach zur Verbandsgemeinde Traben-Trarbach mit unverändertem Sitz in der gleichnamigen Stadt
- die Auflösung der Verbandsgemeinde Treis-Karden und Eingliederung der Ortsgemeinden Lieg, Lütz, Moselkern, Müden (Mosel), Pommern (Mosel) und Treis-Karden in die Verbandsgemeinde Cochem, der Ortsgemeinden Binningen (Eifel), Brieden, Brohl, Dünfus, Forst (Eifel), Kail, Möntenich und Roes in die Verbandsgemeinde Kaisersesch und Wechsel der Ortsgemeinden Lahr (Hunsrück), Mörsdorf (Hunsrück) und Zilshausen in die Verbandsgemeinde Kastellaun und damit in den Rhein-Hunsrück-Kreis
- die Eingliederung der Verbandsgemeinde Hochspeyer in die Verbandsgemeinde Enkenbach-Alsenborn mit unverändertem Sitz in Enkenbach-Alsenborn
- die Fusion der Verbandsgemeinden Lauterecken und Wolfstein zur Verbandsgemeinde Lauterecken-Wolfstein mit Sitz in Lauterecken und einer Außenstelle in Wolfstein
- die Eingliederung der Verbandsgemeinde Guntersblum in die Verbandsgemeinde Nierstein-Oppenheim und Umbenennung dieser in Verbandsgemeinde Rhein-Selz mit Sitz in Oppenheim und einer Außenstelle in Guntersblum
- die Fusion der verbandsfreien Gemeinden Altrip und Neuhofen und der Verbandsgemeinde Waldsee zur Verbandsgemeinde Rheinauen mit Sitz in Waldsee
- die Fusion der verbandsfreien Gemeinde Lambsheim und der Verbandsgemeinde Heßheim zur Verbandsgemeinde Lambsheim-Heßheim mit Sitz in Lambsheim und einer Außenstelle in Heßheim
- die Eingliederung der Verbandsgemeinde Maikammer in die Verbandsgemeinde Edenkoben mit unverändertem Sitz in Edenkoben (2015 für verfassungswidrig erklärt)
- die Fusion der Verbandsgemeinden Thaleischweiler-Fröschen und Wallhalben zur Verbandsgemeinde Thaleischweiler-Wallhalben mit Sitz in Thaleischweiler-Fröschen

Am 1. Januar 2017 umgesetzt wurden:
- die Fusion der Verbandsgemeinden Betzdorf und Gebhardshain zur Verbandsgemeinde Betzdorf-Gebhardshain mit Sitz in Betzdorf
- die Auflösung der Verbandsgemeinde Bad Münster am Stein-Ebernburg und Eingliederung der Ortsgemeinden Duchroth, Niederhausen, Norheim, Oberhausen an der Nahe und Traisen in die Verbandsgemeinde Rüdesheim und der Ortsgemeinden Altenbamberg, Feilbingert, Hallgarten und Hochstätten in die Verbandsgemeinde Bad Kreuznach
- die Fusion der Verbandsgemeinden Glan-Münchweiler, Schönenberg-Kübelberg und Waldmohr zur Verbandsgemeinde Oberes Glantal mit Sitz in Schönenberg-Kübelberg

Am 1. Januar 2018 umgesetzt wurden:
- die Fusion der Verbandsgemeinden Grünstadt-Land und Hettenleidelheim zur Verbandsgemeinde Leiningerland mit Sitz in der verbandsfreien Stadt Grünstadt
- die Eingemeindung der Ortsgemeinde Hisel nach Brimingen
- die Fusion der Verbandsgemeinden Altenglan und Kusel zur Verbandsgemeinde Kusel-Altenglan mit Sitz in Kusel
- die Fusion der Verbandsgemeinden Rengsdorf und Waldbreitbach zur Verbandsgemeinde Rengsdorf-Waldbreitbach mit Sitz in Rengsdorf und einer Außenstelle in Waldbreitbach

Am 1. Januar 2019 umgesetzt wurden:
- die Fusion der Verbandsgemeinden Bad Ems und Nassau zur Verbandsgemeinde Bad Ems-Nassau mit Sitz in Bad Ems
- die Fusion der Verbandsgemeinden Gerolstein, Hillesheim und Obere Kyll zur Verbandsgemeinde Gerolstein mit Sitz in Gerolstein und Außenstellen in Hillesheim und Jünkerath
- die Fusion der Verbandsgemeinden Kell am See und Saarburg zur Verbandsgemeinde Saarburg-Kell mit Sitz in Saarburg und einer Außenstelle in Kell am See

Am 1. Juli 2019 umgesetzt wurden:
- die Fusion der Verbandsgemeinden Kaiserslautern-Süd und Landstuhl zur Verbandsgemeinde Landstuhl mit Sitz in Landstuhl
- die Eingemeindung der Verbandsgemeinde Heidesheim am Rhein mit den Ortsgemeinden Heidesheim am Rhein und Wackernheim in die Stadt Ingelheim am Rhein
- die Fusion der Verbandsgemeinden Hahnstätten und Katzenelnbogen zur Verbandsgemeinde Aar-Einrich mit Sitz in Katzenelnbogen

Am 1. Januar 2020 umgesetzt wurden:
- die Fusion der Verbandsgemeinden Alsenz-Obermoschel und Rockenhausen zur Verbandsgemeinde Nordpfälzer Land mit Sitz in Rockenhausen und einer Verwaltungsstelle in Alsenz
- die Fusion der Verbandsgemeinden Altenkirchen und Flammersfeld zur Verbandsgemeinde Altenkirchen-Flammersfeld mit Sitz in Altenkirchen und einer Verwaltungsstelle in Flammersfeld
- die Fusion der Verbandsgemeinden Bad Sobernheim und Meisenheim zur Verbandsgemeinde Nahe-Glan mit Sitz in Bad Sobernheim und einer Außenstelle in Meisenheim
- die Fusion der Verbandsgemeinden Emmelshausen und Sankt Goar-Oberwesel zur Verbandsgemeinde Hunsrück-Mittelrhein mit Sitz in Emmelshausen und einer Außenstelle in Oberwesel
- die Fusion der Verbandsgemeinden Herrstein und Rhaunen zur Verbandsgemeinde Herrstein-Rhaunen mit Sitz in Herrstein und einer Außenstelle in Rhaunen
- die Fusion der verbandsfreien Stadt Kirn mit der Verbandsgemeinde Kirn-Land zur Verbandsgemeinde Kirner Land mit Sitz in Kirn
- die Fusion der Verbandsgemeinden Langenlonsheim und Stromberg zur Verbandsgemeinde Langenlonsheim-Stromberg mit Sitz in Langenlonsheim und einer Außenstelle in Stromberg
- die Fusion der Verbandsgemeinden Simmern und Rheinböllen zur Verbandsgemeinde Simmern-Rheinböllen mit Sitz in Simmern/Hunsrück und einer Außenstelle in Rheinböllen

Am 1. Januar 2021 umgesetzt wurde:
- die Fusion der Ortsgemeinden Neitersen und Obernau zur Ortsgemeinde Neitersen

Am 1. Januar 2025 umgesetzt wurde:
- die Fusion der Ortsgemeinden Niedergeckler und Obergeckler zur Ortsgemeinde Obergeckler